# Cabo Kohlsaat
El cabo Kohlsaat (en ruso: Мыс Кользат) es el punto más oriental de la isla Graham Bell y de la Tierra de Francisco José a la que pertenece, en Rusia.
Su ubicación es 81° 14′N, 65° 10′E, y es importante como punto de referencia pues el cabo Kohlsaat marca la esquina noroccidental del mar de Kara. 
Al estar cerca de la zona de hielo permanente del polo ártico, el mar frente al cabo Kohlsaat se encuentra helado casi todo el año.